# Palonica satyrus
Palonica satyrus är en insektsart som beskrevs av Fowler. Palonica satyrus ingår i släktet Palonica och familjen hornstritar. Inga underarter finns listade i Catalogue of Life.